# Stepan Yurchyshyn
Stepan Yurchyshyn (en ucraniano: Степан Федорович Юрчишин; Raión de Leópolis, RSS de Ucrania; 28 de agosto de 1957 – 10 de julio de 2025) fue un jugador y entrenador de fútbol ucraniano que jugó en la posición de delantero.

## Carrera

### Club
| Periodo   | Club                     |
| --------- | ------------------------ |
| 1974      | SC Lutsk                 |
| 1976–1977 | SKA Lviv                 |
| 1977      | PFC CSKA Moscow          |
| 1978–1980 | FC Karpaty Lviv          |
| 1981      | FC Dynamo Kyiv           |
| 1981      | FC Karpaty Lviv          |
| 1982–1983 | SKA Karpaty Lviv         |
| 1984      | FC Pakhtakor Tashkent    |
| 1986      | FC Torpedo Lutsk         |
| 1987–1988 | FC Podillya Khmelnytskyi |
| 1989–1990 | FC Karpaty Lviv          |
| 1991      | FC Hazovyk Komarno       |
| 1992–1994 | FC Sokil-LORTA Lviv      |

### Selección nacional
Yurchyshyn debutó con la Unión Soviética el 5 de septiembre de 1979 en un partido amistoso ante Alemania Oriental. Jugó en la clasificación para la Eurocopa 1980 a la cual la Unión Soviética no clasificó.
En 1979 Yurchishyn también jugó en un par de ocasiones con Ucrania en el Espartaquiada de los Pueblos de la URSS.

### Entrenador
| Periodo   | Club               |
| --------- | ------------------ |
| 1991–1992 | FC Karpaty Lviv    |
| 1992      | FC Hazovyk Komarno |
| 1994–1998 | FC Lviv            |
| 1999      | FC Karpaty Lviv    |
| 2001      | FC Karpaty Lviv    |
| 2003–2004 | FC Karpaty-2 Lviv  |
| 2007–2008 | FC Lviv            |

## Logros
- Primera División de la Unión Soviética (1): 1981